# Amiantofusus borbonica
Amiantofusus borbonica là một loài ốc biển, là động vật thân mềm chân bụng sống ở biển trong họ Fasciolariidae.